# الزبير بن عبد المطلب
الزبير بن عبد المطلب الهاشمي القرشي: كبير بني هاشم بعد أبيه وسيدهم في حرب الفجار، ساهم في إنشاء حلف الفضول، وأول من دعا إليه ونادى به، وهو دليل على نقاءه وسعيه في نشر الفضيلة والحق والعدل. وهو أكبر أعمام النبي، وأدركه النبي. بعثه أبوه عبد المطّلب إلى يثرب ليمرّض أخاه عبد الله والد رسول الله، فمكث عنده حتّى حضر وفاته ودفنه ولم يدرك البعثة النبوية.

## نسبه
- هو : الزبير بن عبدالمطلب بن هاشم بن عبد مناف بن قصي بن كلاب بن مرة بن كعب بن لؤي بن غالب بن فهر بن مالك بن النضر بن كنانة بن خزيمة بن مدركة بن إلياس بن مضر بن نزار بن معد بن عدنان.[2]
- أمه : فاطمة بنت عمرو بن عائذ بن عمران بن مخزوم القرشية.

## أسرته
تزوج عاتكة بنت أبي وهب بن عمرو بن عائذ بن عمران بن مخزوم، ومن أبنائه:
- عبد الله بن الزبير بن عبد المطلب.[4]
- الطاهر بن الزبير بن عبد المطلب. [4]
- قرة بن الزبير بن عبد المطلب.[4]
- حجل بن الزبير بن عبد المطلب.[4]
- ضباعة بنت الزبير.[4]
- أم الحكم بنت الزبير.[5]
- فاطمة بنت الزبير.[6]
- صفية بنت الزبير.[7]
- أم الزبير بنت الزبير.[8]

## شعره
يعد من شعراء قريش إلا أن شعره قليل، ومنه: